# Teokalli

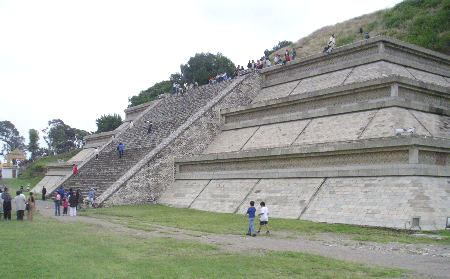
Teocalli Cholulában

A teokalli vagy spanyolul teocalli („Isten háza” navatl nyelven) az őslakos közép-amerikai népek, így az aztékok jellegzetes, négyoldalú, lépcsős, csonka gúla piramisnak épített istentiszteleti helye volt. Tetejükön, a teraszon egy kicsiny épületben állt az isten szobra, az előtte levő kis térségen pedig az áldozati oltár. Itt zajlottak a vallás rituáéi. Egyes teocallikat síremléknek emeltek – ez utóbbiakon nem volt templomépület. 
A Tenocstitlan főterén pompázó, 30 m-es teocalli különlegessége az volt, hogy a tetején két templom állt: az egyik Vitzilopocstli napistené, az aztékok főistenéé, a másik pedig Tlalok esőistené. Ma a mexikóvárosi nagy katedrális (Catedral Metropolitana) a Cortés által 1521-ben lerombolt azték teocalli helyén vagy annak közelében áll.